# ワシントン重星カタログ
ワシントン重星カタログ(Washington Double Star Catalog、WDS)は、アメリカ海軍天文台によって運用されている二重星の天体カタログである。このカタログには、2006年7月で10万2,387組、2012年1月で11万5769組、2017年1月で14万1743組の二重星について、位置、等級、固有運動、スペクトル型の情報が掲載されている。また、二重星以外の多重星も含まれている。

## 歴史
ワシントン重星カタログを作るのに用いられたデータベースは、Index Catalogue of Visual Double Starsの作成にも用いられたもので、1963年にリック天文台が発行したものである。1965年、チャールズ・ウォーリーの下でアメリカ海軍天文台に移された。それ以来、ヒッパルコス、スペックル・イメージングやその他から観測データを集め、収録数を増加させている。